# 抱きしめて (坂本真綾の曲)
「抱きしめて」（だきしめて）は、坂本真綾の楽曲。2024年4月3日に34枚目のシングルとしてFlyingDogから発売予定。

## 概要
前作「まだ遠くにいる/un_mute」から約1年2ヶ月ぶりのリリースとなる。「抱きしめて」の単曲は2024年1月15日にデジタルシングルとしてリリースされ、同年1月25日に5曲入りのマキシシングルとしてリリースされることが発表された。
表題曲はWOWOWオリジナルアニメ『火狩りの王』第2シーズンエンディングテーマとして書き下ろされた楽曲で、大江千里が作詞・作曲を担当している。大江が坂本に楽曲を提供するのは今回が初めてである。
カップリング曲の「Once upon a time」は坂本が作詞、SIRAが作曲したもので、SIRAとタッグを組むのは、「Hidden Notes」「un_mute」に続いて今回が3曲目となる。
表題曲のミュージックビデオの監督は山口保幸が務めている。
初回限定盤と通常盤の2種類がリリースされた。初回限定盤にはには、11枚目のオリジナルアルバム『記憶の図書館』を引っ提げた全国ツアー『坂本真綾 LIVE TOUR 2023』の2024年1月2日に行われた東京ガーデンシアター公演の模様を収録した特典Blu-ray discが付属されている。

## シングル収録内容
| #  | タイトル                           | 作詞     | 作曲     | 編曲     |
| -- | ---------------------------------- | -------- | -------- | -------- |
| 1. | 「抱きしめて」                     | 大江千里 | 大江千里 | 河野伸   |
| 2. | 「Once upon a time」               | 坂本真綾 | SIRA     | 山本隆二 |
| 3. | 「抱きしめて」(Live 2024 Ver.)     | 大江千里 | 大江千里 | 扇谷研人 |
| 4. | 「抱きしめて」(Instrumental)       |          |          |          |
| 5. | 「Once upon a time」(Instrumental) |          |          |          |

| #   | タイトル                       | 作詞 | 作曲・編曲 |
| --- | ------------------------------ | ---- | ---------- |
| 1.  | 「記憶の図書館～Introduction」 |      |            |
| 2.  | 「ないものねだり」             |      |            |
| 3.  | 「こんな日が来るなんて」       |      |            |
| 4.  | 「discord」                    |      |            |
| 5.  | 「タイムトラベラー」           |      |            |
| 6.  | 「空中庭園」                   |      |            |
| 7.  | 「体温」                       |      |            |
| 8.  | 「一度きりでいい」             |      |            |
| 9.  | 「鏡の中で」                   |      |            |
| 10. | 「Anything you wanna be」      |      |            |
| 11. | 「Crosswalk」                  |      |            |
| 12. | 「トロイメライ」               |      |            |
| 13. | 「Private Sky」                |      |            |
| 14. | 「マジックナンバー」           |      |            |
| 15. | 「菫」                         |      |            |